# هولغر غوستافسون
هولغر غوستافسون (بالسويدية: Holger Gustafsson)‏ هو سياسي سويدي، ولد في 1946 في السويد. حزبياً، نشط في الديمقراطيون المسيحيون. وقد انتخب عضو في البرلمان الأوروبي عن دائرة السويد ‏ لترشحه ضمن  قائمة الديمقراطيون المسيحيون، وقد انضم خلال فترته النيابية (1995 – 8 أكتوبر 1995)  للكتلة البرلمانية الكتلة البرلمانية لحزب الشعب الأوروبي وانتخب عضو البرلمان السويدي ‏.